# ريك موريس (لاعب هوكي جليد)
ريك موريس هو لاعب هوكي جليد كندي، ولد في 5 يوليو 1946.

## وصلات خارجية
- ريك موريس على موقع EliteProspects.com (الإنجليزية)
- ريك موريس على موقع HockeyDB.com (الإنجليزية)